# Россини, Гальяно
Гальяно Россини (итал. Galliano Rossini; 17 мая 1927, Анкона, Марке — 13 ноября 1987, Анкона) — итальянский спортивный стрелок. Олимпийский чемпион 1956 года, серебряный призёр летних Олимпийских игр 1960 года, участник летних Олимпийских игр 1952, 1964 и 1968 годов, трёхкратный чемпион мира 1954, 1959 и 1967 годов, трёхкратный серебряный призёр чемпионата мира 1954 и 1958 годов, трёхкратный бронзовый призёр чемпионата мира 1952, 1959 и 1970 годов, четырёхкратный чемпион Европы 1959, 1965, 1969 и 1971 годов, четырёхкратный серебряный призёр чемпионата Европы 1955, 1959, 1961 и 1962 годов, трёхкратный бронзовый призёр чемпионата Европы 1963 и 1965 годов.

## Биография
Гальяно Россини родился 17 мая 1927 года в итальянском городе Анкона.
Выступал в соревнованиях по стендовой стрельбе за «Пьяттелисти Аркибуджи ди Торретте». Семь раз становился чемпионом Италии (1956—1959, 1961, 1965, 1966).
В 1952 году вошёл в состав сборной Италии на летних Олимпийских играх в Хельсинки. В трапе занял 7-е место, поразив 187 мишеней и уступив 5 очков завоевавшему золото Жоржу Женерё из Канады.
В том же году на чемпионате мира в Осло завоевал бронзовую медаль в командном трапе.
Дважды выигрывал медали неофициальных чемпионатов Европы в трапе — серебряную в 1953 году в Барселоне и золотую в 1954 году в Париже.
В 1954 году на чемпионате мира в Каракасе стал серебряным призёром в трапе и победителем в командном трапе.
В 1955 году завоевал серебряную медаль чемпионата Европы в Бухаресте в трапе и две золотых медали на Средиземноморских играх в Барселоне в трапе и командном трапе.
В 1956 году вошёл в состав сборной Италии на летних Олимпийских играх в Мельбурне. В трапе завоевал золотую медаль, поразив 195 мишеней.
В 1958 году на чемпионате мира в Москве стал двукратным серебряным призёром в и командном трапе.
В 1959 году на чемпионате мира в Каире завоевал бронзу в трапе и золото в командном трапе, на чемпионате Европы в Турине выиграл серебро в трапе и золото в командном трапе.
В 1960 году вошёл в состав сборной Италии на летних Олимпийских играх в Риме. В трапе завоевал серебряную медаль, поразив 191 мишень и уступив 1 очко победителю Йону Думитреску из Румынии.
В 1961 году завоевал серебряную медаль чемпионата Европы в Берне в трапе.
В 1962 году стал серебряным призёром чемпионата Европы в Бейруте в трапе.
В 1963 году на чемпионате Европы в Брно завоевал бронзовые награды в трапе и командном трапе, а также выиграл золотую медаль Средиземноморских игр в Неаполе в трапе.
В 1964 году вошёл в состав сборной Италии на летних Олимпийских играх в Токио. В трапе занял 4-е место, поразив 194 мишени и уступив 4 очка завоевавшему золото Эннио Матарелли из Италии. В перестрелке за 2-4-е места он сделал 23 точных выстрела и уступил выбившим столько же в основном турнире Павлу Сеничеву из СССР (25) и Биллу Моррису из США (24).
В 1965 году на чемпионате Европы в Лиссабоне победил в командном трапе и стал бронзовым призёром в трапе.
В 1967 году на чемпионате мира в Болонье выиграл золото в командном трапе.
В 1968 году вошёл в состав сборной Италии на летних Олимпийских играх в Мехико. В трапе занял 13-е место, поразив 193 мишени и уступив 5 очков завоевавшему золото Бобу Бретуэйту из Великобритании.
В 1969 году на чемпионате Европы в Париже завоевал золото в командном трапе.
В 1970 году на чемпионате мира в Финиксе стал бронзовым призёром в командном трапе.
В 1971 году на чемпионате Европы в Зуле победил в командном трапе.
Завершив международные выступления, продолжал участвовать в ветеранских соревнованиях.
Вместе с многократным чемпионом мира по мотогонкам Джакомо Агостини участвовал в рекламной кампании бензина.
Умер 13 ноября 1987 года в Анконе в результате осложнений вирусной инфекции.

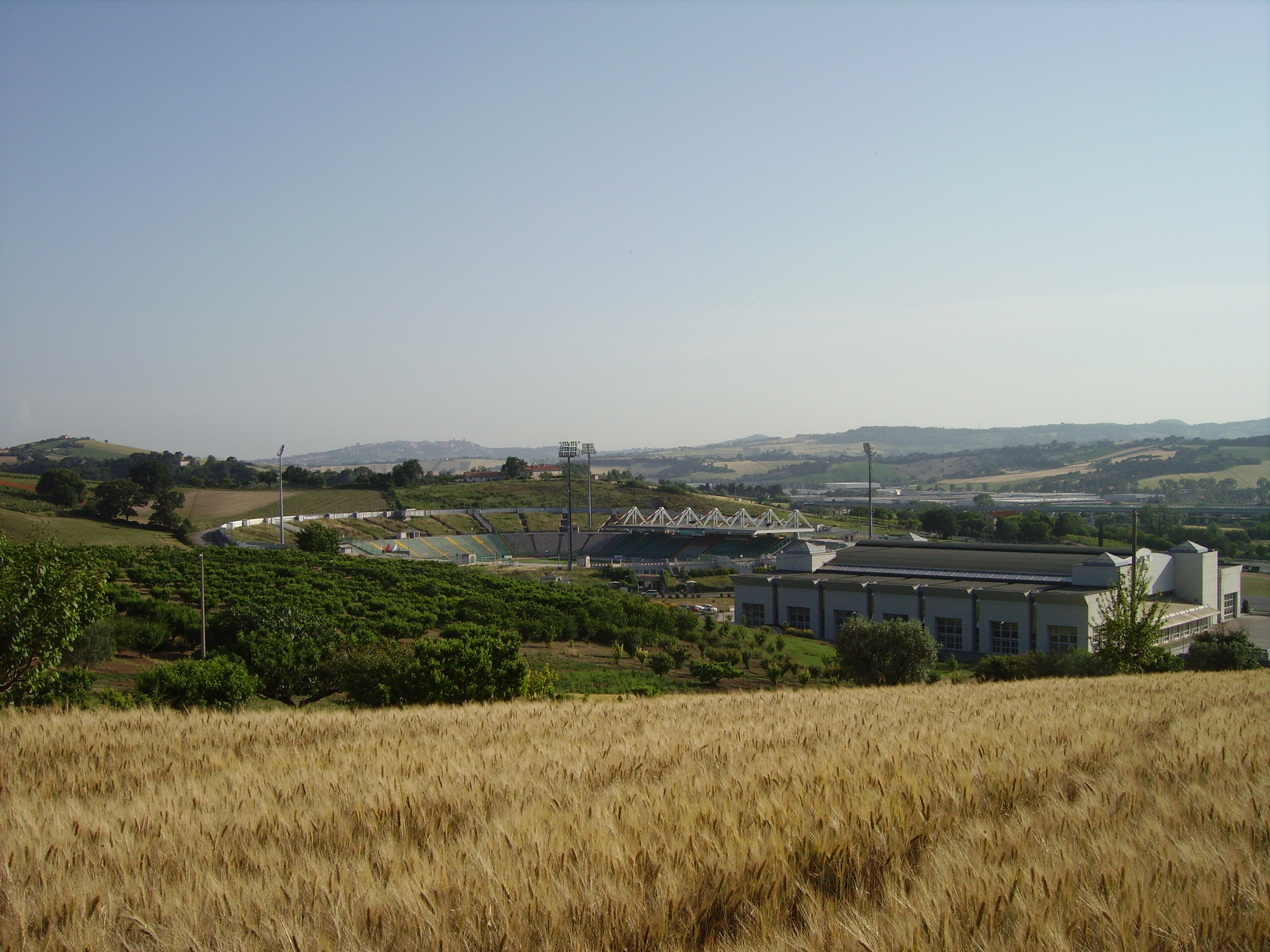
Спорткомплекс «ПалаРоссини» в Анконе, названный в честь Гальяно Россини.

## Семья
Был дальним родственником итальянского композитора Джаккомо Пуччини (1858—1924).

## Память
Спорткомплекс «ПалаРоссини» в Анконе назван в честь Гальяно Россини.